# 郑馀庆
郑馀庆（746年—820年），字居业，郑州荥阳（今河南荥阳）人，唐代政治人物。郑珣瑜堂弟。

## 家世
郑馀庆出自荥阳郑氏北祖第二房，祖父鄭長裕曾任许州刺史，父亲郑慈官至太子舍人，赠吏部尚书。生郑承庆、郑馀庆。
郑余庆妻子为清河崔氏，大理评事崔虔之女

## 生平
少時即善寫文章，大曆十一年中進士，贞元十四年（798年），拜中书侍郎，同中书门下平章事。十六年，贬郴州司马。顺宗時召回。憲宗時，為尚書左僕射。永贞元年（805年）八月同平章事，元和元年（806年）五月罢相。元和三年以检校兵部尚书兼东都留守。官至凤翔节度使，封荥阳郡公。卒谥贞。
子郑，本名郑涵，山南西道節度使。

## 延伸阅读
[在维基数据编辑]
 《舊唐書/卷158》，出自刘昫《舊唐書》
 《新唐書·卷165》，出自《新唐書》